# Mölltorps distrikt
Mölltorps distrikt är ett distrikt i Karlsborgs kommun och Västra Götalands län. 
Distriktet ligger vid västra stranden av Vättern, söder om Karlsborg. 

## Tidigare administrativ tillhörighet
Distriktet inrättades 2016 och utgörs av socknen Mölltorp i Karlsborgs kommun.
Området motsvarar den omfattning Mölltorps församling hade vid årsskiftet 1999/2000.